# Dubai Basketball
O Dubai Basketball é um clube profissional de basquete sediado em Dubai, Emirados Árabes Unidos. A equipe disputa atualmente a Liga ABA e à partir da temporada 2025-26 também disputará a EuroLiga. Suas partidas como mandante são disputadas na moderna Coca-Cola Arena com capacidade de 17.000 pessoas.

## História
Fundado em 2023 por Abdulla Saeed Juma Al Naboodah e Dejan Kamenjašević como a primeira franquia de esportes baseada na cidade de Dubai, Emirados Árabes Unidos. Em janeiro de 2024, a direção da Liga ABA confirmou a integração do Dubai Basketball iniciando na temporada 2024-25 e prosseguindo, inicialmente, por três temporadas. O clube que foi fundado com a ambição de disputar a principal competição europeia, a Euroliga, e Paulius Motiejunas, atual CEO da Euroleague Basketball, mostrou-se bastante favorável no quesito financeiro e mercadológico no que se trata a expansão da marca.

### Primeira equipe, primeira temporada
Para iniciar os trabalhos, foi contratado o treinador esloveno Jurica Golemac com experiência em clubes eslovenos e que estava à frente do Hapoel Eilat, e Nate Mason como primeiro jogador. O letão Dāvis Bertāns tornou-se o primeiro ex-NBA a assinar com os emiradenses. Em julho de 2024 anunciam a Coca-Cola Arena como sua casa para os jogos mandantes.